# Шести македонски конгрес
Шестият македонски конгрес на Македонската организация се провежда в град София от 1 до 5 май 1899 година. На конгреса се дискутира подготовката и избухването на въстание в Македония.

## Делегати
На конгреса участват 42 делегати и 34 дружества.
| Делегати                                     | Делегати              | Делегати                 |
| Дружество                                    | Делегати              | Бележка                  |
| -------------------------------------------- | --------------------- | ------------------------ |
| Трънско македонско дружество                 | Димитър Ризов         |                          |
| Шуменско македонско дружество                | Яков Янков            |                          |
| Белоградчишко македонско дружество           | Иван Божинов          |                          |
| Пловдивско македонско дружество              | Христо Танчев         |                          |
|                                              | Димитър Благоев       | от II заседание          |
| Дупнишко македонско дружество                | Никола Малешевски     |                          |
| Ломско македонско дружество                  | Спиридон Шопов        |                          |
| Силистренско македонско дружество            | Антон Бузуков         |                          |
|                                              | Константин Поменов    | от II заседание          |
| Софийско македонско дружество                | Пантелей Урумов       |                          |
|                                              | Тодор Матров          |                          |
| Бобошевско македонско дружество              | Д. Н. Кацаров         |                          |
| Търновосейменско македонско дружество        | Янаки Щерев           |                          |
| Кюстендилско македонско дружество            | Атанас Раздолов       |                          |
|                                              | Никола Зографов       |                          |
| Рилско македонско дружество                  | Кочо Муструка         |                          |
| Свищовско македонско дружество               | Любомир Милетич       |                          |
| Балчишко македонско дружество                | Х. Димитров           |                          |
| Новозагорско македонско дружество            | Хр. Илиев             |                          |
| Станимашко македонско дружество              | Иван Йосифчев         |                          |
| Пещерско македонско дружество                | Коста Шахов           |                          |
| Осоишко-саранско македонско дружество        | Н. Стоилов            |                          |
| Врачанско македонско дружество               | Никола Мискинов       |                          |
| Пазарджишко македонско дружество             | Илия Гологанов        |                          |
| Радомирско македонско дружество              | Иван Неврокопски      |                          |
| Брезнишко македонско дружество               | Георги Ив. Капчев     |                          |
|                                              | Коста Сарафов         | от VI заседание          |
| Старозагорско македонско дружество           | Александър Чакъров    | отхвърлен                |
| Оряховско македонско дружество               | Яким Христов          | от II заседание          |
| Ловешко македонско дружество                 | Иван Георгов          | отвод                    |
|                                              | Димче Хаджикочов      | заместник                |
| Русенско македонско дружество                | Наум Тюфекчиев        | от II заседание          |
|                                              | Георги Чавов          | от II заседание          |
| Варненско македонско дружество               | Дамян Перелингов      | от II заседание          |
|                                              | Петър Якович          | от II заседание          |
| Добричко македонско дружество                | Симеон Синивирски     | от II заседание          |
| Златишко македонско дружество                | Драган Клисеровски    | от II заседание          |
| Харманлийско македонско дружество            | Полихрон Нейчев       | от II заседание          |
| Хебибчевско-охланлийско македонско дружество | Георги А. Михайлов    | от II заседание          |
| Провадийско македонско дружество             | Григор Гърличков      | от III заседание         |
| Никополско македонско дружество              | Стойно Г. Черногорски | от IV заседание          |
| Кочериновско македонско дружество            | Михаил Ковачев        | от V заседание           |
| Самоковско македонско дружество              | Георги Стрезов        | от V заседание           |
| Сливенско македонско дружество               | Георче Петров         | отвод                    |
|                                              | Димитър Цонев         | заместник от V заседание |

На второто заседание на 2 май за председател на бюрото на конгреса е избран Пантелей Урумов, за подпредседател – Наум Тюфекчиев, а за секретари – Иван Йосифчев и Хр. Илиев.
На третото заседание на 2 май Андрей Ляпчев заявява, че приемането на Капчев за делегат би дало санкция на фиаското, което той претърпява в европейската си обиколка, но искането му за касиране на Капчев е отхвърлено.

## Разисквания
Отчетът на Върховния комитет е направен на третото заседание от председателя Александър Радев.
На четвъртото заседание на 3 май по време на дебатите по отчета Раздолов, Шахов, Божинов, Гологанов и Благоев се изказват негативно по дейността на Върховния комитет. Ризов, Капчев и Бузуков смятат, че Комитетът се е придържал към „Статутите“ и негативите в дейността са породени от обстоятелствата.
На петото заседание на 4 май комитетът се занимава с раздора между Вътрешната организация и Българското тайно революционно братство, като обяснения дава Ризов, бивш търговски агент в Скопие. Конгресът решава да възложи на бъдещия комитет да посъветва тези организации час по-скоро да се слеят, с което ще се изпълни един свещен дълг, който се налага от интересите на самото дело. После Ризов прави дълго изказване, в което посочва, че трябва:
- да се изостави проблема с повдигането на църковно-училищното дело в Македония;
- да се въздейства на българското обществено мнение и на българското правителство и Русия;
- да се подготви населението в Македония за революция, като се чака избухването ѝ до изтичането на 1901 година, тъй като Русия няма да допусне по-ранно въстание, поради Световното изложение в Париж и довършването на Сибирските железници;
- съставът на бъдещия комитет да стане 6 души от МОО и 2 от Вътрешната, без което сливането на двете е невъзможно;
- в бъдещия комитет да има военно отделение, състоящо се от специалисти;[10]
- на предстоящата конференция в Хага да се изложат исканията на МОО или чрез въздействие на официалния български делегат или чрез изпращане на специален делегат на МОО;[11]
- бъдещият комитет на не пренебрегва помощта и съветите на хора, които могат да са полезни на делото, в случай, че обстоятелствата се усложнят.

Бузуков е съгласен с първата точка на Ризов, но смята, че Македония може да се освободи и сама и желае от бъдещия комитет пълно въоръжаване на населението в Македония и разчитане на собствени сили. Смята вестникът на комитета за ненужен и иска да се изхвърли точка „д“ от член 2 на „Статутите“ - изобщо прилагане мероприятия, диктувани от силата на обстоятелствата. Когато всичко е готово за революция комитетът трябва да свика конгреса, за да се изкаже и той.
Капчев не е съгласен, че Македония може да се освободи със собствени сили, без интервенция - трябва чрез революцията да се засегнат най-жизнените интереси на чуждите държави в Турция. Организацията трябва да има достатъчно средства и да не иска от България никакви официални стъпки, а да стои настрана, защото е скъпа на организацията. Също смята вестника за ненужен и е за изхвърляне на буква „д“ от „Статутите“.
Шахов смята за ненужно да се определя в момента бъдещата дейност на комитета и подкрепя изпращането на делегат на конференцията в Хага. Изказва се за сливане на МОО и ВМОРО и смята, че в комитета трябва да попаднат лица, които ще постигнат това сливане.
Перелингов в изказването си показва доволство, че у всички има съзнание, че само с революция ще се постигне целта и смята, че въстанието трябва да стане, когато е съвършено подготвено. За членовете на Комитета смята, че МОО трябва да избере 6 души според „Статутите“, а двамата от Вътрешната организация трябва да си ги избере тя. Мисли, че няма нужда от изпращане на делегат в Хага, а може конференцията да се уведоми писмено.
Тюфекчиев обявява, че е дошъл представител на Арменския комитет в Швейцария „Трошак“.
Зографов също смята, че в Комитета трябва да влязат 6 души от МОО, а от вътрешните да присъстват колкото има нужда.
На последното шесто заседание на 5 май се изказва Димитър Благоев, който заявява, че принципно организацията не стои на добра нога. Според него балканските държави се стремят към постепенно разделение на полуострова и смята, че революционната МОО трябва да прегърне принципите на нашите революционери Каравелов, Ботев, Левски и други с основа освобождението от игото под идеята за основаване на полуострова на една република - едни Балкански съединени щати. По практическата страна заявява, че тъй като въпросът е предрешен и връх взима революцията, досегашните „Статути“ трябва да паднат, дружествата не трябва да съществуват, а трябва да има само дейци, които изцяло ще работят за делото на революционни начала. Предлага всичко да се преорганизира.
Изказва се и Ризов, който по принципните въпроси се противопоставя на Благоев, смята, че организацията трябва да се надява на Русия и да остане в България и в Македония и Одринско същата. Отново настоява за изпращане на делегат в Хага, който да покаже, че дейността на комитета е не само революционна, а и дипломатическа и възразява на Бузуков, че не трябва да се правят 3-4 въстания, а едно зряло и обмислено. Смята, че ако не се изберат в комитета и двамата делегати на Вътрешната организация, двете организации няма да могат да се слеят.
Ляпчев поддържа Ризов, но предложението им да се приемат делегатите на ВМОРО за членове е отхвърлено. Конгресът приема да се изпрати делегат в Хага (предложение на Ляпчев, Сарафов, Бузуков, Зографов), а не меморандум (Перелингов, Якович) или неучастие (Гърличков, Гологанов). За делегат е избран Александър Радев с 24 гласа, срещу Ризов с 10 и 3 бели бюлетини.
| Нов Върховен комитет | Нов Върховен комитет | Нов Върховен комитет |
| Име                  | Позиция              |                      |
| -------------------- | -------------------- | -------------------- |
| Борис Сарафов        | председател          |                      |
| Тома Давидов         | подпредседател       |                      |
| Владислав Ковачев    | секретар             |                      |
| Георги Петров        | касиер               |                      |
| Антон Бузуков        | член съветник        |                      |
| д-р Спиридон Шопов   | член съветник        |                      |